# Klier Hair Group
Die Klier Hair Group GmbH ist der nach eigenen Angaben größte System-Friseur Deutschlands. Das Unternehmen mit Sitz in Wolfsburg betreibt 850 Filialen in Deutschland, außerdem Salons in Tschechien, der Slowakei und Ungarn. In Österreich wurden alle Klier-Filialen 2020 geschlossen.

## Geschichte
Im Jahr 1948 eröffnete die Friseurmeisterin Elfriede Klier einen Salon im sächsischen Werdau. Nach dem Umzug der Familie 1954 nach Wolfsburg erweiterten ihre Söhne Hubertus und Joachim Klier, beide Friseurmeister, das Unternehmen dort auf drei Salons und leiteten damit die weitere Expansion ein. Inzwischen wird das Unternehmen in der dritten Generation geführt. 2008 wurde die Friseurkette „Essanelle Hair Group AG“ durch die „Saxonia Holding-Gesellschaft mbH & Co. KG“, deren Geschäftsführer Joachim und Hubertus Klier waren, übernommen.
Zum Unternehmen gehören die Friseursalonmarken „Frisör Klier“, „Styleboxx“, „SUPER CUT“, „essanelle Ihr Friseur“, „HairExpress“ und „Cut & Color“, die Shopmarken „Cosmo“ und „Beauty Hair Shop“ sowie der Onlineshop „Klier Hair World“.
In Folge starker Umsatzeinbußen durch die Corona-Pandemie beantragte das Unternehmen im September 2020 ein Schutzschirmverfahren und stellte das Filialnetz auf den Prüfstand. So wurden im Laufe des Jahres 2020 einige unprofitable Filialen geschlossen.
Am 1. Dezember 2020 erfolgte die Eröffnung des Insolvenzverfahrens in Eigenverwaltung und es wurde spekuliert, dass viele Filialen geschlossen werden sollen. Das Verfahren wurde im April 2021 beendet. Es wurden 850 (ehemals 1350) Salons mit etwa 6.400 Mitarbeitern erhalten.

## Kritik
Das Unternehmen focht mehrmals die Wahlen von Betriebsräten an, sodass Beschäftigtenvertretungen letztlich nur in drei Regionen bestanden. Im Jahr 2020 versuchte die Klier City Group erfolglos, sechs Betriebsratsmitglieder wegen vermeintlichen Arbeitszeitbetruges zu entlassen. Beschäftigte berichteten außerdem, dass nach Beantragung des Schutzschirmverfahrens Filialen ohne Ankündigung geschlossen wurden und sie unmittelbar nach Dienstbeginn ihre Kündigungen erhielten.